# أبو يحيى أبو بكر المتوكل
أبو بكر المتوكل هو أبو يحي أبو بكر بن أبي زكرياء بن أبي إسحاق بن عبد الواحد بن حفص وقد لقب بـالمتوكل على الله، توفي في 2 رجب 747 هـ/ 19 أكتوبر 1346 م، خلف والده أبا ضربة، سلطانا على العرش الحفصي عام 1318 م. واستمر حكمه لمدة ثمانية وعشرين عاما أي إلى عام 1346 م.

## نشأته
ولد بمدينة قسنطينة، وبها تربى وتلقى دراسته حيث كان أحد معلميه الشيخ أبو علي عمر الجبالي الذي سمي قاضيا ، وقد عاش بقسنطينة حتى أنه كما يقول ابن القنفذ كان «يعرف أهلها بالعين والاسم»  ن وبقي بها إلى أن عام 747هـ/1346م، حيث جاء إلى تونس ليبايع. ثم عاد إليها بعدما اعترضته صعوبات في الحكم، إذ يقول ابن القنفذ: «فرجع إلى بلده قسنطينة، وجدد بها حركته وقوى جيشه» وعاد إلى مدينة تونس.

## عهده
لقد ورث أبو يحيى أبو بكر المتوكل سلطنة منقسمة بين جزءين، أحدهما عاصمته بجاية والآخر عاصمته تونس. وتنقسم فترة حكمه بين فترتين متساويتين:
- الأولى امتدت إلى أواخر عام 1332 م، وتتميز بكثرة الصعوبات وكثرة المطالبين بالسلطة.[4] بل أن أحد المطالبين بالحكم هو ابن أبي عمران الحفصي، استطاع أن يدخل مدينة تونس في عام 721 هـ/1321 م وتلقى البيعة وبقي في الحكم لمدة ثلاث أو أربع سنوات، بينما انسحب أبو يحيى أبو بكر إلى مدينة قسنطينة برانشفيك، [5] بقيت خلالها مدينة تونس لا تستقر عند أحدهما حتى يسيطر عليها الآخر حتى سيطر انتهى الصراع بينهما في عام 730 هـ/1330 م وقد لعب الأعراب خلال ذلك دورا أساسيا[6] أما على المستوى العلاقات مع دول الجوار، فقد تميزت هذه الفترة بوقوف سلطان تلمسان أبي تاشفين ضد السلطان الحفصي أبي يحيى أبي بكر، حيث كان البلاط التلمساني يستقبل المعارضين والمناوئين لسلطة السلطان الحفصي بتونس[7]، وفي مقابل ذلك تحالف هذا الأخير مع سلطان فاس ضد بيني بني عبد الواد.[8]
- الثانية امتدت فيما بين عامي 1332م و1346م وكانت فترة هدوء نسبي في إفريقية الحفصية، حيث استرجع السلطان الحفصي أكبر قسم من الأراضي التي كان قد افتقدها خاصة في الجنوب التونسي، ومن بينها جزيرة جربة، وتم إخضاع الأعراب للسلطة الحفصية المركزية[9]، غير أن هذه الفترة تميزت أيضا بخضوع السلطان الحفصي شيئا فشيئا لسلطة المرينيين[10]، وقد وصل الأمر حد المصاهرة كما شارك الحفصيون في المعركتين اللتين خاضمها السلطان المريني ضد قشتالة.[11]

## إشارات مرجعية
1. ↑  ابن القنفذ، الفارسية في مبادئ الدولة الحفصية، تقديم وتحقيق محمد الشاذلي النيفر وعبد المجيد التركي، الدار التونسية للنشر، تونس 1968، ص 162-163
2. ↑  ابن القنفذ، الفارسية، المصدر نفسه، 163
3. ↑  ابن القنفذ، الفارسية، المصدر نفسه، ص 161
4. ↑  روبار برنشفيك، تاريخ إفريقية في العهد الحفصي، تعريب حمادي الساحلي، دار الغرب الإسلامي، بيروت، 1988، ج 1، ص 175
5. ↑  تاريخ إفريقية، المصدر نفسه، ص 176
6. ↑  برانشفيك، تاريخ إفريقية، المصدر نفسه، ص 177
7. ↑  برانشفيك، تاريخ إفريقية، المصدر نفسه، ص 178-179
8. ↑  برانشفيك، تاريخ غفريقية، المصدر نفسه، ص 179-180
9. ↑  برانشفيك، تاريخ إفريقية، المصدر نفسه، ص 185-187
10. ↑  برانشفيك، تاريخ إفريقية، المصدر نفسه، ص 192
11. ↑  برانشفيك، تاريخ غفرقية، المصدر نفسه، ص 193-194

| سبقه أبو ضربة محمد المستنصر | سلطان حفصي (تونس) 718هـ-747هـ/1318م-1346م | تبعه أبو حفص عمر بن أبي بكر |